# Platane de Ráth György utca
Le Platane de Ráth György utca (en hongrois : Ráth György utcai platán) constitue un monument naturel protégé, situé à Budapest et caractérisé comme d'intérêt local.